# Cronologia della matematica
Una cronologia degli sviluppi più rilevanti della matematica.

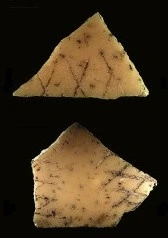
(Henshilwood et al)

## Prima del 4000 a.C.
- circa 64 000 - 54 800 - motivo geometrico - Sud Africa[1] (Henshilwood et al 2010 - 2011)

## Dal 4000 a.C. al 1000 a.C.
- circa 4000 - il primo strumento per facilitare i calcoli - Babilonia[2] (rovine si trovano nei pressi della moderna città di al-Ḥilla, Iraq)
- c. 3250  - 3200 - numeri[3] - vicino a[4] Abido,[3] Egitto[5] (Dreyer 1988 - c.1994)[4]
- c. 2800 - A questa data rimandano le leggende sul quadrato Lo Shu in Cina, un quadrato magico del terzo ordine  (la datazione, solo leggendaria, è da posticipare).
- 1850 ca. - Papiro di Mosca (Egitto), esempio di calcolo del volume di un tronco di piramide.
- 1650 - Papiro di Rhind (Egitto), in una copia di un rotolo perso nel 1850 a.C., lo scrivano Ahmes presenta la prima approssimazione conosciuta del π a 3.16, il primo tentativo di quadratura del cerchio, utilizza una sorta di arcotangente e mostra di saper risolvere equazioni di primo grado.

## Dal 1000 a.C. al 100 a.C.
- 530 - Pitagora e i suoi discepoli studiano la geometria e le vibrazioni delle corde della lira; scoprono inoltre anche l'irrazionalità della radice quadrata di 2.
- 370 - Eudosso di Cnido (studioso e studente di Platone, ma anche di Archita (seconda generazione della scuola pitagorica) (Grecia)) utilizza il metodo di esaustione per determinare delle aree.
- 350 - Aristotele (Stagira - Atene (Grecia) discute del ragionamento logico nell'Organon, ponendo le basi della logica classica.
- 300 - Euclide (attivo ad Alessandria (Egitto) durante il regno di Tolomeo I) nei suoi Elementi studia la geometria come sistema assiomatico, dimostra l'infinità dei numeri primi e presenta l'algoritmo di Euclide. Nella Catoptrica enuncia la legge della riflessione; dimostra il teorema fondamentale dell'aritmetica.
- 260 - Archimede di Siracusa nella Misura del cerchio calcola le prime due cifre decimali di π mediante poligoni inscritti e circoscritti. Nella Quadratura della parabola calcola l'area di un segmento di parabola. Egli scrive anche Sulla sfera e sul cilindro, Sugli equilibri piani, Sui conoidi e sugli sferoidi e Sui corpi flottanti.
- 240 - Eratostene di Cirene usa il crivello di Eratostene per isolare i numeri primi dalla infinità di numeri non primi, dimostrando ancora che i numeri primi sono a loro volta infiniti. Scrive Sulla misurazione della Terra.
- 225 - Apollonio di Perga scrive Sulle sezioni coniche e dà un nome all'ellisse, alla parabola, e all'iperbole.
- 140 - Ipparco di Nicea sviluppa le basi della trigonometria.

## Dal 100 a.C. al 1500
- II secolo - Claudio Tolomeo: Almagesto.
- 250? - Diofanto di Alessandria usa dei simboli per definire dei termini sconosciuti e scrive Arithmetica, la prima trattazione sistematica dell'algebra.
- 450 - Zu Chongzhi calcola il π con sette cifre decimali,
- 550 - I matematici indù danno allo 0 una rappresentazione numerica in un sistema di rappresentazione posizionale,
- 628 - Brahmagupta scrive Brahma- sphuta- siddhanta,
- 750 - Muḥammad ibn Mūsā al-Khwārizmī scrive Hisab al-jabr w'al-musqabalah. . Per primo lavora sui dettagli dell'aritmetica e dell'algebra, oltre che alla sistematizzazione della teoria delle equazioni lineari e quadratiche.
- 895 - Thābit ibn Qurra - L'unico frammento sopravvissuto dei suoi lavori contiene un capitolo sulle soluzioni e le proprietà delle equazioni di terzo grado,
- 975 - Muḥammad ibn Jābir al-Ḥarrānī al-Battānī - Estende il concetto indiano di seno e coseno e delle altre funzioni trigonometriche come tangente, secante e reciproche. Scopre la formula: sin α = tan α / √(1+tan² α) e cos α = 1 /√(1 + tan² α).
- 1020 - Abu l-Wafa Muhammad al-Buzjani - Scopre la famosa formula: sin (α + β) = sin α cos β + sin β cos α. Discute della quadratura della parabola e del volume del paraboloide.
- 1030 - Ali Ahmed Nasawi - Sviluppa la divisione dei giorni in 24 ore, delle ore in 60 minuti e dei minuti in 60 secondi.
- 1070 - ʿUmar Khayyām scrive il Trattato sulla dimostrazione dei problemi dell'algebra e classifica le equazioni di terzo grado. Inventa le equazioni quadratiche di secondo e terzo grado. Lavora alla riforma del calendario persiano
- 1150 ca. - Bashkara scrive Lilavati e Vija-ganita.
- 1202 - Leonardo Fibonacci dimostra l'utilità del sistema di numerazione arabo nel Liber abbaci. Introduce i numeri che portano il suo nome.
- 1303 - Zhu Shijie pubblica Specchio preciso dei quattro elementi (o Prezioso specchio...), che contiene la prima trattazione dei coefficienti binomiali in un triangolo.
- 1400 ca. fiorisce la Scuola del Kerala.
- 1424 - Ghiyath al-Kashi calcola π fino alla sedicesima cifra decimale usando poligoni inscritti e circoscritti.
- 1478 - Arte dell'abbaco, o Aritmetica di Treviso, il primo libro di matematica stampato in tutto l'Occidente e uno dei primi testi scientifici stampati di tutta Europa.

## Dal 1500 al 1700
- 1509 - Luca Pacioli scrive De divina proportione.
- 1520 - Scipione del Ferro sviluppa un metodo per risolvere le equazioni cubiche.
- 1535 - Niccolò Tartaglia sviluppa un metodo per risolvere le equazioni cubiche.
- 1537 - Niccolò Tartaglia: La nova scientia.
- 1540 - Lodovico Ferrari risolve le equazioni di quarto grado.
- 1545 - Girolamo Cardano: Ars magna.
- 1556 - Niccolò Tartaglia: General tractato di numeri et misure.
- 1572 - Rafael Bombelli: L'algebra.
- 1586 - Simone Stevino: De Beghinselen der Weegcoonst.
- 1595 - Cristoforo Clavio: Novi calendarii romani apologia.
- 1596 - Ludolph van Ceulen calcola π fino alla ventesima cifra decimale inscrivendo e circoscrivendo il cerchio con un poligono.
- 1604 - Luca Valerio: De centro gravitatis solidorum libri tres.
- 1610 - Galileo Galilei: Sidereus nuncius.
- 1614 - Nepero tratta i logaritmi in base e in Mirifici Logarithmorum Canonis Descriptio.
- 1617 - Henry Briggs tratta i logaritmi decimali in Logarithmorum Chilias Prima.
- 1629 - Pierre de Fermat sviluppa un rudimentale calcolo differenziale,
- 1632 - Galileo Galilei: Dialogo sopra i massimi sistemi del mondo
- 1634 - Gilles de Roberval mostra che l'area coperta da una cicloide è tre volte l'area del relativo cerchio di generazione.
- 1635 - Bonaventura Cavalieri: Geometria indivisilibus continuorum nova quadam ratione promota.
- 1637
  - Cartesio pubblica La géométrie in appendice al Discorso sul metodo (v. La geometria di Cartesio), introducendo l'idea di curva-equazione.
  - Pierre de Fermat scrive di aver dimostrato l'ultimo teorema di Fermat in un margine di una pagina di una copia dell'Arithmetica di Diofanto.
- 1639 - Girard Desargues: Brouillon project d'une atteinte aux evenemens des rencontres du Cone avec un Plan.
- 1640 - Blaise Pascal: Essay pour les coniques.
- 1654 - Blaise Pascal e Pierre de Fermat creano la teoria della probabilità.
- 1655 - John Wallis scrive l'Arithmetica Infinitorum, sul calcolo infinitesimale.
- 1656 - Christiaan Huygens: De ratiociniis in ludo aleae.
- 1658 - Christopher Wren mostra che la lunghezza della cicloide è quattro volte il diametro del cerchio di generazione,
- 1665 - Isaac Newton lavora sui teoremi fondamentali del calcolo infinitesimale,
- 1668 - Nicolaus Mercator e William Brouncker scoprono la serie del logaritmo mentre tentano di calcolare l'area sottesa da un arco di iperbole.
- 1671
  - James Gregory scopre l'espansione delle serie per l'inverso della tangente.
  - Isaac Newton scrive De methodis serierum et fluxionum che sarà pubblicato solo nel 1736.
- 1673 - Gottfried Wilhelm von Leibniz scrive Dissertatio de arte combinatoria e formula la sua versione del calcolo infinitesimale.
- 1675 - Isaac Newton inventa il metodo per il calcolo delle radici,
- 1683 - Kōwa Seki: Kai Fukudai no Ho.
- 1686 luglio 5 - Isaac Newton: Philosophiae Naturalis Principia Mathematica (pubblicato 1687).
- 1691 - Gottfried Wilhelm von Leibniz scopre il metodo della separazione delle variabili per le equazioni differenziali ordinarie.
- 1693 - Edmond Halley prepara le prime tabelle di mortalità che collegano statisticamente il tasso di mortalità all'età.
- 1696
  - Guillaume François Antoine marchese de l'Hôpital pubblica la sua regola per calcolare in modo semplice i limiti sotto alcune condizioni.
  - Jakob Bernoulli e Johann Bernoulli risolvono un problema definendo un calcolo delle variazioni.

## Dal 1700 al 1800
- 1706 - John Machin sviluppa una versione veloce della convergenza dell'inversa della serie della tangente per il calcolo di π per il quale ottiene 100 cifre decimali.
- 1712 - Brook Taylor sviluppa le serie di Taylor,
- 1713 - Jakob Bernoulli: Ars conjectandi
- 1715 - Brook Taylor: Methodus incrementorum directa et inversa, Londra
- 1722 - Abraham de Moivre pubblica il Formula di de Moivre collegando le funzioni trigonometriche e i numeri complessi,
- 1724 - Abraham de Moivre studia le statistiche della mortalità e fonda la teoria che sta alla base del calcolo dei vitalizi pubblicandola sui Annuities on Lives,
- 1730 - James Stirling pubblica The Differential Method,
- 1733
  - Giovanni Girolamo Saccheri pubblica Euclides ab omni naevo vindicatus sviluppando la geometria nell'ipotesi che il V postulato di Euclide sia falso, pensando che discenda dai postulati precedenti.
  - Abraham de Moivre introduce la distribuzione normale come approssimazione della distribuzione binomiale in probabilità.
- 1734 - Eulero introduce le tecniche integrali per risolvere le equazioni differenziali ordinarie di primo grado.
- 1736 - Eulero nell'articolo Solutio problematis ad geometriam situs pertinentis (Comment. Acad. Sci. I. Petropolitanae, 8 pp. 128–140) risolve il problema dei ponti di Königsberg, avviando la teoria dei grafi.
- 1739 - Eulero risolve in modo generale le equazioni differenziali lineari omogenee a parametri costanti.
- 1742
  - Christian Goldbach congettura che ogni numero pari maggiore di due possa essere espresso come la somma di due numeri primi, enunciato ora conosciuto come congettura di Goldbach.
  - Colin Maclaurin: A treatise of fluxions.
- 1744 - Eulero: Theoria motuum planetarum et cometarum.
- 1748
  - Eulero: Introductio in analysin infinitorum.
  - Maria Gaetana Agnesi compone le Instituzioni Analitiche ad Uso della Gioventù Italiana, introduzione all'analisi infinitesimale apprezzata internazionalmente.
- 1755 Eulero: Institutiones calculi differentialis. Institutiones calculi differentialis

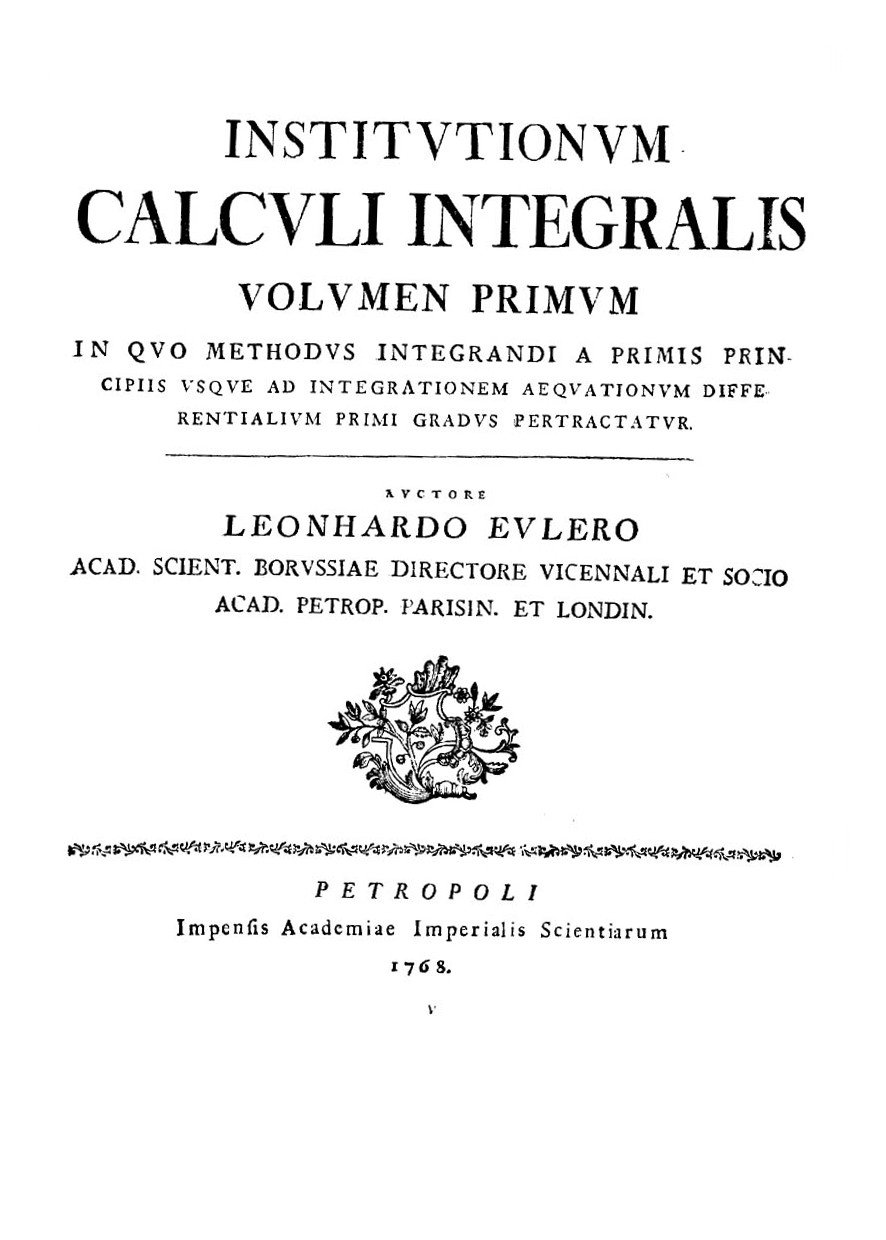
Institutiones calculi differentialis

- 1761 - Thomas Bayes scopre il teorema di Bayes.
- 1762 - Joseph-Louis Lagrange scopre il teorema della divergenza.
- 1763 - Thomas Bayes scrive An essay towards solving a problem in the doctrine of chances (Philosophical transactions of the Royal society of London, 53 pp. 370–418), facendo nascere la statistica bayesiana.
- 1768-1770 Eulero: Institutiones calculi integralis.
- 1788 - Joseph-Louis Lagrange, Mécanique analytique, Parigi.
- 1789 - Jurij Vega sviluppa la formula di Machin e calcola π fino a 140 cifre decimali.
- 1794 - Jurij Vega pubblica Thesaurus Logarithmorum Completus.
- 1796
  - Carl Friedrich Gauss dimostra che un poligono regolare con 17 lati può essere costruito solo con compasso e riga.
  - Adrien-Marie Legendre congettura il teorema dei numeri primi.
- 1797 - Caspar Wessel associa i vettori ai numeri complessi e studia le operazioni sui numeri complessi in termini geometrici.
- 1798 - Gaspard Monge: Géometrie descriptive, Parigi
- 1799
  - Carl Friedrich Gauss scrive la Demonstratio nova theorematis omnem functionem algebraicum... sul teorema fondamentale dell'algebra.
  - Carl Friedrich Gauss dimostra il teorema fondamentale dell'algebra (ogni equazione polinomiale ha un numero di soluzioni pari al proprio grado nei numeri complessi),

## Dal 1800 al 1850
- 1801 - Carl Friedrich Gauss nelle Disquisitiones Arithmaticae tratta la teoria dei numeri.
- 1805 - Adrien-Marie Legendre utilizza il metodo dei minimi quadrati per misurare una curva ottenuta da un insieme di osservazioni,
- 1807 - Jean Baptiste Joseph Fourier annuncia la scoperta della decomposizione trigonometrica delle funzioni,
- 1811 - Carl Friedrich Gauss discute il significato degli integrali con i limiti complessi e brevemente esamina la dipendenza di tali integrali sul percorso scelto per l'integrazione,
- 1815 - Siméon-Denis Poisson effettua le integrazioni lungo i percorsi nel piano complesso,
- 1817 - Bernard Bolzano presenta il teorema del valore medio, una funzione continua che è negativa in uno punto e positiva in un altro punto deve essere uguale a zero per almeno un punto tra il punto positivo e il punto negativo,
- 1822 - Augustin-Louis Cauchy presenta il teorema dell'integrale di Cauchy per integrazione intorno al contorno di un rettangolo in un piano complesso,
- 1824 - Niels Henrik Abel dimostra parzialmente che le equazioni di quinto o più alto grado non possono essere risolte da una formula generale che coinvolge soltanto gli operatori aritmetici e radici,
- 1825
  - Augustin-Louis Cauchy presenta il teorema dell'integrale di Cauchy per i percorsi generali di integrazione—presuppone che la funzione che è integrata ha un derivato continuo ed introduce la teoria dei residui nell'analisi matematica,
  - Peter Gustav Lejeune Dirichlet e Adrien-Marie Legendre dimostrano l'ultimo teorema di Fermat per n = 5,
  - André-Marie Ampère scopre il teorema del rotore.
  - Pierre Simon Laplace: Essai philosophique sur les Probabilités
- 1828
  - George Green dimostra il teorema che porta il suo nome.
  - Niels Henrik Abel: Recherches sur les fonctions elliptiques (J. reine angew. Math. 3 pp. 160–190).
- 1829
  - Niels Henrik Abel: Mémoire sur une classe particulière d'équations résolubles algébriquement (J. reine angew. Math. 4 pp. 131–156).
  - Nikolaj Ivanovič Lobačevskij pubblica il suo lavoro sulle superfici iperboliche nella geometria non euclidea,
- 1831 - Mikhail Vasilievich Ostrogradsky riscopre e dà la prima dimostrazione del teorema della divergenza descritto da Lagrance, da Gauss e da Green,
- 1832
  - Évariste Galois scopre le condizioni generali per la risolvibilità delle equazioni algebriche, elemento essenziale e fondante della teoria dei gruppi e della teoria di Galois.
  - Peter Dirichlet dimostra l'ultimo teorema di Fermat con n = 14,
- 1835 - Peter Dirichlet dimostra il teorema di Dirichlet riguardante i numeri principali nelle progressioni aritmetiche,
- 1837 - Pierre Wantsel dimostra l'impossibilità di raddoppiare un cubo e trisecare un angolo mediante il solo uso di riga e compasso e chiarisce il problema della costruzione dei poligoni regolari.
- 1841 - Karl Weierstraß scopre, ma non pubblica, il teorema dell'espansione di Laurent.
- 1843
  - Pierre-Alphonse Laurent scopre e pubblica il teorema dell'espansione di Laurent.
  - William Hamilton inventa il calcolo dei quaternioni e deduce la loro non commutatività,
- 1844 - Hermann Günther Grassmann: Die lineale Ausdehnungslehre
- 1847 - George Boole formalizza la logica simbolica nel libro The Mathematical Analysis of Logic, definendo ciò che oggi è chiamata algebra di Boole.
- 1849 - George Stokes mostra che le onde singole possono essere una combinazione di onde periodiche,

## Dal 1850 al 1900
- 1850
  - Victor Alexandre Puiseux distingue tra poli e diramazioni in una funzione complessa e studia i punti singolari essenziali,
  - George Stokes riscopre e dimostra il Teorema di Stokes,
- 1851 - Bernard Bolzano: Paradoxien der unendlichen
- 1853 - William Rowan Hamilton: Lectures on quaternions
- 1854
  - Bernhard Riemann con Über die Hypotesen, welche der Geometrie zu Grunde liegen inizia lo studio della geometria ellittica.
  - Arthur Cayley mostra che i quaternioni possono essere usati per rappresentare rotazioni quattro-dimensionali nello spazio.
- 1858 - August Ferdinand Möbius inventa il nastro di Möbius,
- 1859 - Bernhard Riemann formula l'ipotesi di Riemann, enunciato con profonde implicazioni per la distribuzione dei numeri primi.
- 1868-1869 Eugenio Beltrami: Saggio di interpretazione della geometria non-euclidea (Giorn di Mat. VI pp. 284–312).
- 1870 - Felix Klein definisce una geometria analitica per la geometria di Lobachevski e dimostra che questa geometria è consistente e indipendente dal quinto postulato di Euclide.
- 1873
  - Charles Hermite dimostra che la costante e è un numero trascendente.
  - Ferdinand Georg Frobenius presenta il suo metodo per la determinazione mediante serie di potenze delle soluzioni nelle equazioni differenziali lineari con i punti singolari regolari.
- 1874 - Georg Cantor mostra che l'insieme dei numeri reali è un insieme non numerabile e al contempo che l'insieme dei numeri algebrici è insieme numerabile. Contrariamente a una credenza diffusa, non usa il suo famoso argomento diagonale di Cantor, che pubblicherà tre anni dopo (non ha ancora formulato la teoria degli insiemi).
- 1878 - Charles Hermite risolve le equazioni di quinto grado generali per mezzo di funzioni ellittiche e modulari.
- 1879 - Gottlob Frege: Begriffsschrift: eine der arithmetischen nachgebildete Formelsprache des reinen Denkens, Halle
- 1882
  - Ferdinand von Lindemann dimostra che π è un numero trascendente e quindi che la quadratura del cerchio non può essere ottenuta servendosi solo di riga e compasso.
  - Felix Klein inventa la bottiglia di Klein.
- 1893 - Gottlob Frege scrive Grundsetze der Arithmetik dando impulso allo studio dei fondamenti.
- 1893-1899 Henri Poincaré: Les méthodes nouvelles de la mécanique céleste, Parigi.
- 1895
  - Poincaré scrive Analysis situs, segnando la nascita della topologia.
  - Diederik Korteweg e Gustav de Vries derivano l'equazione KdV che descrive l'evoluzione delle onde solitarie lungo un canale a sezione trasversale rettangolare.
- 1895 - Georg Cantor:.
- 1895 - Georg Cantor pubblica Beiträge zur Begründung der transfiniten Mengenlehre (Matematische Annalen) sulla teoria degli insiemi che contiene l'aritmetica dei numeri transfinito e avanza l'ipotesi del continuo.
- 1895-1905 Giuseppe Peano scrive il Formulaire de mathématiques, Torino
- 1896 - Jacques Hadamard e Charles de La Vallée-Poussin indipendentemente dimostrano il teorema dei numeri primi.
- 1896 - Hermann Minkowski scrive Geometry of numbers,
- 1899
  - Georg Cantor scopre le contraddizioni nella teoria degli insiemi,
  - David Hilbert presenta un insieme autoconsistente di assiomi per la geometria nell'opera Grundlagen der Geometrie, I fondamenti della geometria.

## Dal 1900 al 1924
- 1900 - David Hilbert enuncia una lista di 23 problemi al fine di indicare le questioni sulle quali dovessero concentrarsi gli sforzi per l'avanzamento della matematica.
- 1901 - Élie Joseph Cartan sviluppa le derivate esterne.
- 1903
  - Carle David Tolme Runge presenta l'algoritmo della Fast Fourier Transform.
  - Edmund Georg Hermann Landau dà una dimostrazione molto semplice del teorema principale dei numeri.
- 1905 - Albert Einstein con l'articolo Zur elektrodinamik bewegter körper segna la nascita della relatività ristretta.
- 1906 - Axel Thue scrive Über unendlische Zeichenreihen (Skifterutgit Videnskapsselkapet i Kristiania, I pp. 1–22)
- 1908
  - Ernst Zermelo assiomatizza la teoria degli insiemi, ed evidenzia le contraddizioni della "teoria ingenua degli insiemi" di Georg Cantor.
  - Josip Plemelj risolve il problema di Riemman dell'esistenza di un'equazione differenziale con dato gruppo monodromico e sviluppa le formule di Plemelj-Sokhotsky.
- 1910, 1913 Bertrand Russell e Alfred North Whitehead pubblicano i Principia Mathematica.
- 1912
  - Luitzen Egbertus Jan Brouwer presenta il teorema del punto fisso di Brouwer.
  - Josip Plemelj pubblica una versione semplificata della dimostrazione dell'ultimo teorema di Fermat per n = 5,
- 1913
  - Vito Volterra: Leçons sur les fonctions de lignes, Paris
  - Srinivasa Ramanujan trasmette una lunga lista di teoremi senza dimostrazione a Godfrey Harold Hardy.
- 1914 - Srinivasa Ramanujan pubblica Modular Equations and Approximations to π,
- 1919 - Viggo Brun definisce la costante di Brun B2 per i gemelli perfetti,

## Dal 1925 al 1949
- 1925 - Ronald Fisher: A statistical method for research workers.
- 1928 - John von Neumann comincia a stabilire i principi della teoria dei giochi e dimostra il teorema del minimax.
- 1930 - Kazimierz Kuratowski con l'articolo Sur le problème des courbes gauches en topologie (Fund. Math., 15 pp. 271–283) individua i due grafi non planari fondamentali.
- 1931
  - Kurt Gödel dimostra il teorema di incompletezza che implica che ogni sistema assiomatico per la matematica è o incompleto o contraddittorio.
  - Georges De Rham sviluppa il teorema della coomologia e delle classi caratteristiche.
- 1933 - Andrej Nikolaevič Kolmogorov pone le basi della teoria della diffusione.
- 1932
  - Stefan Banach: Théorie des opérations linéaires segnando la nascita dell'analisi funzionale.
  - Oswald Veblen e John Henry Constantine Whitehead pubblicano Foundations of differential geometry.
  - John von Neumann scrive Mathematische Grundlagen der Quantenmechanik, ponendo le basi matematiche alla meccanica quantistica.
- 1933
  - Karol Borsuk e Stanisław Ulam presentano il teorema antipodale noto con i loro nomi.
  - Andrej Nikolaevič Kolmogorov pubblica il libro Grundbegriffe der Wahrscheinlichkeitsrechnung sui fondamenti della teoria della probabilità, che presenta una assiomatizzazione della probabilità basata sulla teoria della misura.
- 1935 - Hassler Whitney scrive On the abstract properties of linear dependence (Amer. J. Math., 57 pp. 509–533), (contribuendo alla nascita della teoria delle matroidi).
- 1936 - Alan Turing pubblica On Computable Numbers, with an application to the Entscheidungsproblem (Proc. London Math. Soc., 42 pp. 230–265) nel quale introduce le nozioni di numero calcolabile e di macchina di Turing (articolo accessibile anche in linea).
- 1939 - Lev Semënovič Pontrjagin scrive Topological groups.
- 1939-1969 - Nicolas Bourbaki procede alla stesura degli Éléments de Mathématique, editi da Hermann. Tra il 1982 e il 1998 saranno riediti da Masson e poi Dunod; la versione in inglese è edita da Springer.
- 1940 - Kurt Gödel dimostra che né l'ipotesi del continuo né l'assioma della scelta possono essere refutati dagli assiomi standard della teoria degli insiemi.
- 1942 - G. C. Danielson e Cornelius Lanczos sviluppano l'algoritmo della Fast Fourier Transform.
- 1943 - Kenneth Levenberg propone un metodo per sommare i minimi quadrati in modo non lineare.
- 1944 - John von Neumann e Oskar Morgenstern pubblicano Theory of Games and Economic Behaviour, segnando la nascita della teoria dei giochi.
- 1947 - William Thomas Tutte scrive A factorization of linear graphs (J. London Math. Soc., 22 pp. 107–111), uno dei lavori seminali per la teoria dei grafi.
- 1948 - Il matematico John von Neumann studia il comportamento delle macchine auto-riproducentesi.
- 1949 - John von Neumann calcola il valore di π con 2.037 cifre decimali usando un computer ENIAC.

## Dal 1950 al 1974
- 1950 - Stanisław Ulam e John von Neumann presentano gli automi cellulari nei sistemi dinamici.
- 1950-1951 - Laurent Schwartz pubblica Théorie des distributions (Hermann, Parigi).
- 1953 - Nicholas Constantine Metropolis introduce l'idea della ricottura simulata delle procedure termodinamiche,
- 1954
  - Leonard Jimmy Savage: The foundation of statistics (J. Wiley) opera che segna il recupero della statistica bayesiana.
  - David Blackwell e Meyer A. Girshick: Theory of games and statistical decisions (J.Wiley)
- 1955
  - Enrico Fermi, John Pasta, e Stanisław Ulam, con la collaborazione di Mary Tsingou, studiano numericamente un modello non lineare della conduzione di calore in un insieme di molle e il verificarsi di onde solitoniche.
  - Alexander Grothendieck: Produits tensorielles topologiques et espaces nucléaires
- 1956
  - Noam Chomsky: Three models for the description of language (IRE Trans. on Information Theory, IT2 pp. 113–124).
  - Samuel Eilenberg e Henri Cartan: Homological Algebra (Princeton University Press)
- 1957 - Alexander Grothendieck: Sur quelques points d'algèbre homologique (Tohoku Math. J., 9 no. 2 pp. 119 – 183, 9 no. 3 pp. 185 – 221).
- 1960
  - Alexander Grothendieck: Elements de geometrie algebrique (Publ. math. I.H.E.S. n.4), opera che con la precedente avvia una rifondazione della geometria algebrica.
  - Tony Hoare inventa l'algoritmo del quicksort.
  - Irving Reed e Gustave Solomon presentano il codice di correzione d'errore Reed-Solomon,
- 1961 - Daniel Shanks e John Wrench calcolano il π con 100,000 cifre decimali usando l'identità dell'inverso della tangente e un computer IBM-7090,
- 1962
  - Donald Marquardt propone l'algoritmo di calcolo dei minimi quadrati non lineari Levenberg-Marquardt,
  - Lev Semënovič Pontrjagin: The Mathematical Theory of Optimal Processes.
- 1963
  - Paul Cohen usa la tecnica del forcing per dimostrare che né l'ipotesi del continuo né l'assioma della scelta possono essere derivati dagli assiomi standard della teoria degli insiemi.
  - Martin Kruskal e Norman Zabusky studiano analiticamente il problema delle conduzione del calore Fermi-Pasta-Ulam nel limite del continuo e provano che equazione di KdV governa questo sistema.
- 1964 - Giancarlo Rota: The theory of Möbius inversion (Wahrscheinleitskeittheorie), primo lavoro di Rota sui fondamenti della moderna combinatoria.
- 1965
  - Martin Kruskal e Norman Zabusky studiano numericamente le onde singole nel plasma e scoprono che non si disperdono dopo gli scontri,
  - James Cooley e John Tukey presentano l'algoritmo della Fast Fourier Transform,
- 1966 - E.J. Putzer presenta due metodi per la computazione dell'esponenziale della matrice in termini di polinomio in quella matrice,
- 1967 - Robert Langlands formula l'influente programma di Langlands, delle congetture che collegano la teoria dei numeri e la teoria della rappresentazione,
- 1968
  - Michael Atiyah e Isadore M. Singer dimostrano il teorema dell'indice di Atiyah-Singer riguardante l'indice degli operatori ellittici,
  - Daniel Gorenstein: Finite Groups (Harper and Row), primo testo di riferimento per lo sviluppo della classificazione dei gruppi finiti semplici.
  - Heller Bass: Algebraic K-theory (Benjamin).

## Dal 1975 al 1999
- 1975 - Benoît Mandelbrot pubblica Les objets fractals: forme, hasard, et dimension.
- 1976 - Kenneth Appel e Wolfgang Haken usano il computer per sviluppare i dettagli necessari a dimostrare il teorema dei quattro colori.
- 1979 Michael R. Garey e David Stifter Johnson: Computers and Intractability (W. H. Freeman), testo che fa il punto sugli sviluppi della complessità computazionale.
- 1980-1992 Nicolas Bourbaki: Elements of Mathematics edizione inglese di Springer Verlag.
- 1983 - Gerd Faltings dimostra la congettura di Mordell e quindi dimostra che ci sono soltanto un numero limitato di soluzioni intere per ogni esponente dell'ultimo teorema di Fermat.
- 1983 - La classificazione dei gruppi semplici finiti, un lavoro di collaborazione cui partecipano circa cento matematici e durato trenta anni, viene terminato.
- 1985 - Louis de Branges de Bourcia dimostra la congettura di Bieberbach.
- 1987 - Yasumasa Kanada, David H. Bailey, Jonathan Borwein, e Peter Borwein usano le approssimazioni modulari iterative di equazione agli integrali ellittici ed un supercomputer NEC Sx-2 per calcolare il π a 134 milioni di cifre decimali.
- 1991 - Alain Connes e John W. Lott sviluppano la geometria non commutativa,
- 1994 - Andrew Wiles dimostra parte della congettura Taniyama-Shimura e successivamente dimostra l'ultimo teorema di Fermat.
- 1996 Marko Petkovsek, Herbert S. Wilf e Doron Zeilberger scrivono A=B (A. K. Peters), trattazione delle procedure che consentono una elaborazione sistematica delle identità ipergeometriche.
- 1998 - Thomas Hales (quasi certamente) dimostra la congettura di Keplero,
- 1999 - Tutta la congettura Taniyama-Shimura viene dimostrata.

## Dopo il 2000
- 2000 - Il Clay Mathematics Institute enuncia sette problemi proposti come i più importanti della matematica classica per il III millennio e offre un premio a chi riuscirà a risolverli.
- 2002
  - Manindra Agrawal, Nitin Saxena, e Neeraj Kayal dell'IIT Kanpur presentano un algoritmo deterministico incondizionale di complessità polinomiale in grado di stabilire se un numero naturale è un numero primo.
  - Yasumasa Kanada, Y. Ushiro, Hisayasu Kuroda, Makoto Kudoh e un gruppo di altre nove persone calcolano π con 1241 miliardi di cifre decimali usando un supercomputer Hitachi da 64-nodi.
- 2004 - Richard Arenstorf fornisce dimostrazioni della congettura dei numeri primi gemelli e della congettura di Hardy-Littlewood e Michel Balazard scopre che contengono un errore nel Lemma 8.
- 2005 - Grigorij Jakovlevič Perel'man dimostra la Congettura di Poincaré